# The Sweet's Biggest Hits
The Sweet's Biggest Hits är ett samlingsalbum av glamrock-bandet Sweet, släppt år 1972.

## Låtlista
1. "Wig Wam Bam" (Nicky Chinn, Mike Chapman)
2. "Little Willy" (Nicky Chinn, Mike Chapman)
3. "Done Me Wrong Alright" (Andy Scott, Brian Connolly, Mick Tucker, Steve Priest)
4. "Poppa Joe" (Nicky Chinn, Mike Chapman)
5. "Funny Funny" (Andy Scott, Brian Connolly, Mick Tucker, Steve Priest)
6. "Co-Co" (Nicky Chinn, Mike Chapman)
7. "Alexander Graham Bell" (Nicky Chinn, Mike Chapman)
8. "Chop Chop" (Nicky Chinn, Mike Chapman)
9. "You're Not Wrong For Loving Me" (Andy Scott, Brian Connolly, Mick Tucker, Steve Priest)
10. "Jeanie" (Andy Scott, Brian Connolly, Mick Tucker, Steve Priest)
11. "Tom Tom Turnaround" (Nick Chinn, Mike Chapman)
12. "Spotlight" (Andy Scott, Brian Connolly, Mick Tucker, Steve Priest)